# روبرت ترينت جونز
روبرت ترينت جونز (بالإنجليزية: Robert Trent Jones)‏ هو مهندس معماري أمريكي، ولد في 20 يونيو 1906 في اينك في المملكة المتحدة، وتوفي في 14 يونيو 2000 في فورت لودرديل في الولايات المتحدة.